# Ga Yangpyeong (Seoul)
Ga Yangpyeong (Tiếng Hàn: 양평역, Hanja: 楊坪驛) là ga tàu điện ngầm trên Tàu điện ngầm vùng thủ đô Seoul tuyến 5 ở Yangpyeong-dong 2-ga, Yeongdeungpo-gu, Seoul, Hàn Quốc. Nhà ga nằm gần Yeouido và có nhiều khu chung cư.
Ga này có chung tên với Ga Yangpyeong trên Tuyến Gyeongui–Jungang.

## Lịch sử
- 12 tháng 8 năm 1996: Việc kinh doanh bắt đầu với việc khai trương đoạn Ga Kkachisan ~ Ga Yeouido trên Tàu điện ngầm Seoul tuyến 5

## Bố trí ga
| Omokgyo ↑                   |
| \| W/B                      |
| ↓ Văn phòng Yeongdeungpo-gu |

| Hướng Tây  | ●Tuyến 5 | ← Hướng đi Omokgyo · Kkachisan · Sân bay Quốc tế Gimpo · Banghwa |
| Hướng Đông | ●Tuyến 5 | → Hướng đi Singil · Yeouido · Hanam Geomdansan · Macheon →       |

## Xung quanh nhà ga
| Lối ra \| 나가는 곳 \| Exit \| 出口 | Lối ra \| 나가는 곳 \| Exit \| 出口                                                                               |
| ----------------------------------- | --- |
| 1                                   | Hướng Anyangcheon                                                                                                 |
| 2                                   | Yangpyeong-dong 3-ga Trường tiểu học Dangjung                                                                     |
| 3                                   | Văn phòng Việc làm và Lao động phía Nam Seoul Trung tâm cộng đồng việc làm phía Nam Seoul                         |
| 4                                   | Trung tâm cộng đồng Yangpyeong 1-dong Yeongdeungpo Xi Tower Yangpyeong-dong 1-ga Shindonga APT World Meridien APT |
| 5                                   | Trường trung học Gwanak Cầu Omokkyo Trường trung học cơ sở Mullae Yangpyeong-dong Samsung Raemian APT             |